# Alphonse Chérel
Alphonse Chérel (Rennes, 3 giugno 1882 – Libourne, 7 settembre 1956) è stato un pedagogista, editore e poliglotta francese, fondatore della casa editrice Assimil e creatore dell'omonimo metodo per l'apprendimento delle lingue.

## Biografia

### Gli inizi
Nato a Rennes e cresciuto nel vicino paese di Romazy, nel 1902, dopo il diploma, si trasferisce all'estero per intraprendere la professione di precettore, prima a Londra, e dal 1906 a Berlino. Nel 1909 si reca a Mosca per ricongiungersi con il fratello Georges. Nel corso degli anni ha modo di imparare l'inglese, il tedesco e il russo,
Nel 1914 scoppia la guerra e Chérel viene assunto come interprete dall'Armée de terre e dispiegato in Turchia, nel contesto della Campagna di Gallipoli, dove resta ferito durante una battaglia.
Finita la guerra viaggia in Spagna, Italia e Germania, apprendendo quindi anche lo spagnolo e l'italiano, fino a stabilirsi definitivamente nel 1927 a Parigi, dove tiene lezioni di inglese attraverso una pubblicazione locale.

### La nascita di Assimil
Nel 1929 fonda la casa editrice Assimil e pubblica il suo primo libro, L'inglese senza sforzo (L'anglais sans peine), che viene tradotto in tedesco, spagnolo, italiano e russo. A questo libro ne seguono altri cinque Senza sforzo per apprendere francese, tedesco, spagnolo, italiano e russo. Tutti i libri utilizzano un metodo da lui sviluppato, detto "metodo Assimil", che si basa sull'apprendimento naturale della lingua che avviene da bambini. Dal 1933, ai libri vengono associate delle registrazioni audio su vinile.

### Gli ultimi anni
Nel secondo dopoguerra pubblica Il portoghese senza sforzo, con l'aiuto del figlio Jean-Loup, che prenderà le redini dell'azienda dopo la morte del padre, avvenuta nel 1956 a Libourne.

## Vita privata
A seguito di un incidente in bici, avvenuto poco dopo la pubblicazione del primo libro, subisce l'amputazione di una gamba.
Sposatosi nel 1940, ha due figli, Jean-Loup (1942) e Gil (1944).